# アンガルスク市電
アンガルスク市電（ロシア語: Ангарский трамвай）は、ロシア連邦の都市・アンガルスク市内に存在する路面電車。ソビエト連邦（ソ連）時代の1953年に開通した路線で、2021年現在はアンガルスク市が所有する単一企業体（МУП）であるアンガルスク軌道（Ангарский трамвай）によって運営されている。

## 概要
1953年11月27日に開通した、アンガルスク市内を走る路面電車。大規模な油田を有し石油化学コンビナートを始めとした大規模な工業地域を有するアンガルスクにおける重要な公共交通機関として発展を続け、2013年時点の総延長は開業当初から10倍に増加した。一方でソ連崩壊後は利用客の減少が続いており、2018年度の利用客は毎月20万人で2010年代初頭の80万人から大幅に減っている。その結果、2021年現在路面電車を運営する単一企業体のアンガルスク軌道（Ангарский трамвай）は慢性的な赤字を抱える事態となっており、路線・系統の廃止も相次いで行われている。

## 系統
2021年時点でアンガルスク市電には7つの系統が存在したが、同年2月1日のダイヤ改正で5号線（205-й квартал — 205-й квартал、環状系統・時計回り）と11号線（205-й квартал — 205-й квартал、環状系統・反時計回り）が廃止されたため、同日以降営業運転を実施しているのは以下の5系統である。
| 系統番号 | 起点          | 終点       | 備考・参考                                                      |
| -------- | ------------- | ---------- | --------------------------------------------------------------- |
| 1        | Сангородок    | ТЭЦ-9      | 平日ラッシュ時のみ運行                                          |
| 3        | 205-й квартал | Сангородок | コミンテルン通り(ул. Коминтерна)を経由                          |
| 4        | 205-й квартал | ТЭЦ-9      | エニセイスカヤ通り(Енисейскую ул.)を経由 平日ラッシュ時のみ運行 |
| 6        | 205-й квартал | Сангородок | エニセイスカヤ通り(Енисейскую ул.)を経由                        |
| 7        | 205-й квартал | ТЭЦ-9      | コミンテルン通り(ул. Коминтерна)を経由 平日ラッシュ時のみ運行   |

## 車両
2021年時点でアンガルスク市電に在籍する営業用車両の形式は以下の通り。2019年以降はモスクワ市電からの車両譲渡が実施されている一方、71-605を始め多くの車両が運用を離脱する状況となっている。
| 車両形式 | 車両形式 | 備考・参考                 |
| -------- | -------- | -------------------------- |
| 71-605   | 71-605   |                            |
| 71-605   | 71-605A  |                            |
| 71-608   | 71-608KM | 2021年現在運用離脱中       |
| 71-619   | 71-619K  |                            |
| 71-619   | 71-619KT | 2021年現在運用離脱中       |
| 71-619   | 71-619A  | モスクワ市電からの譲渡車両 |

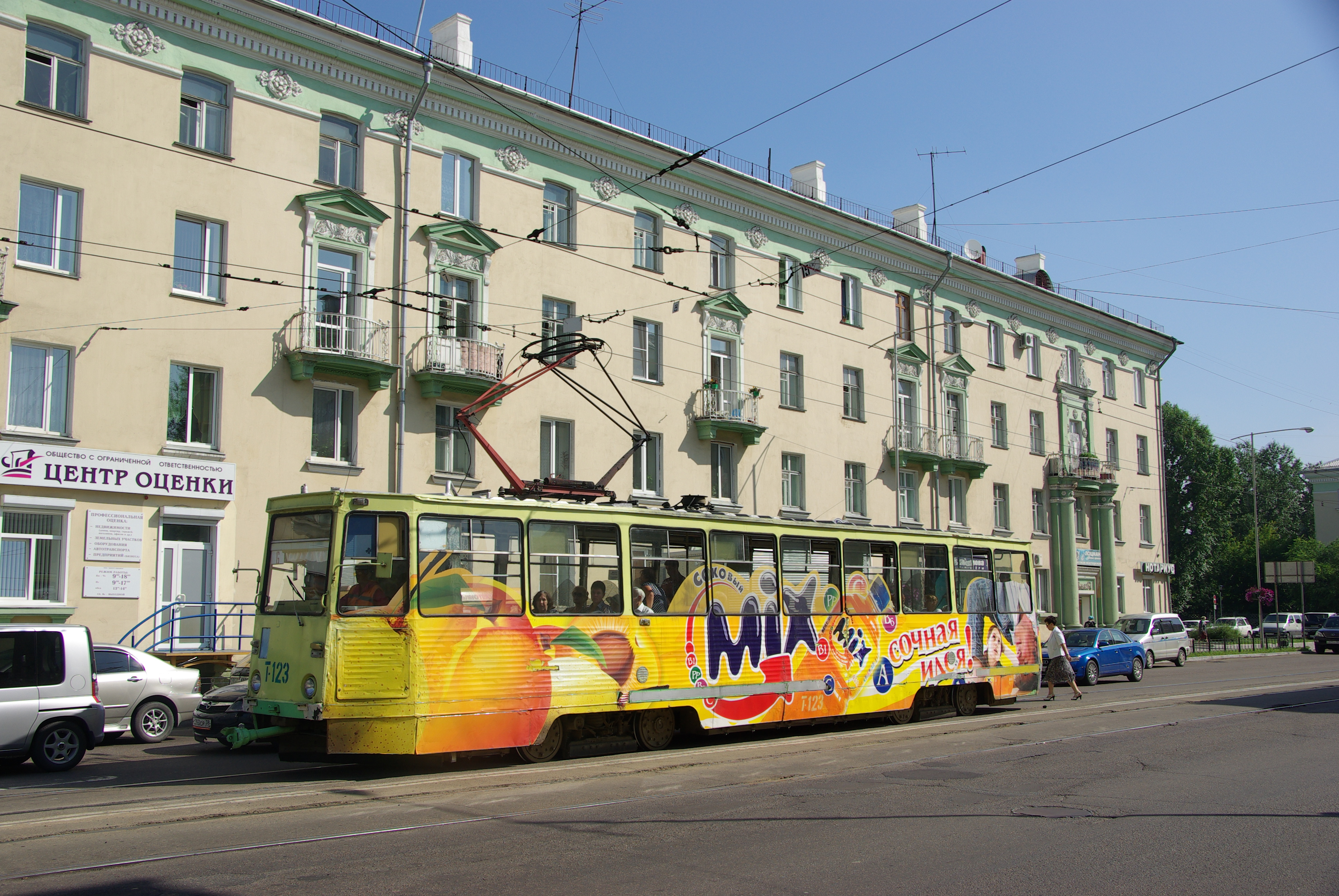
71-605（2009年撮影）
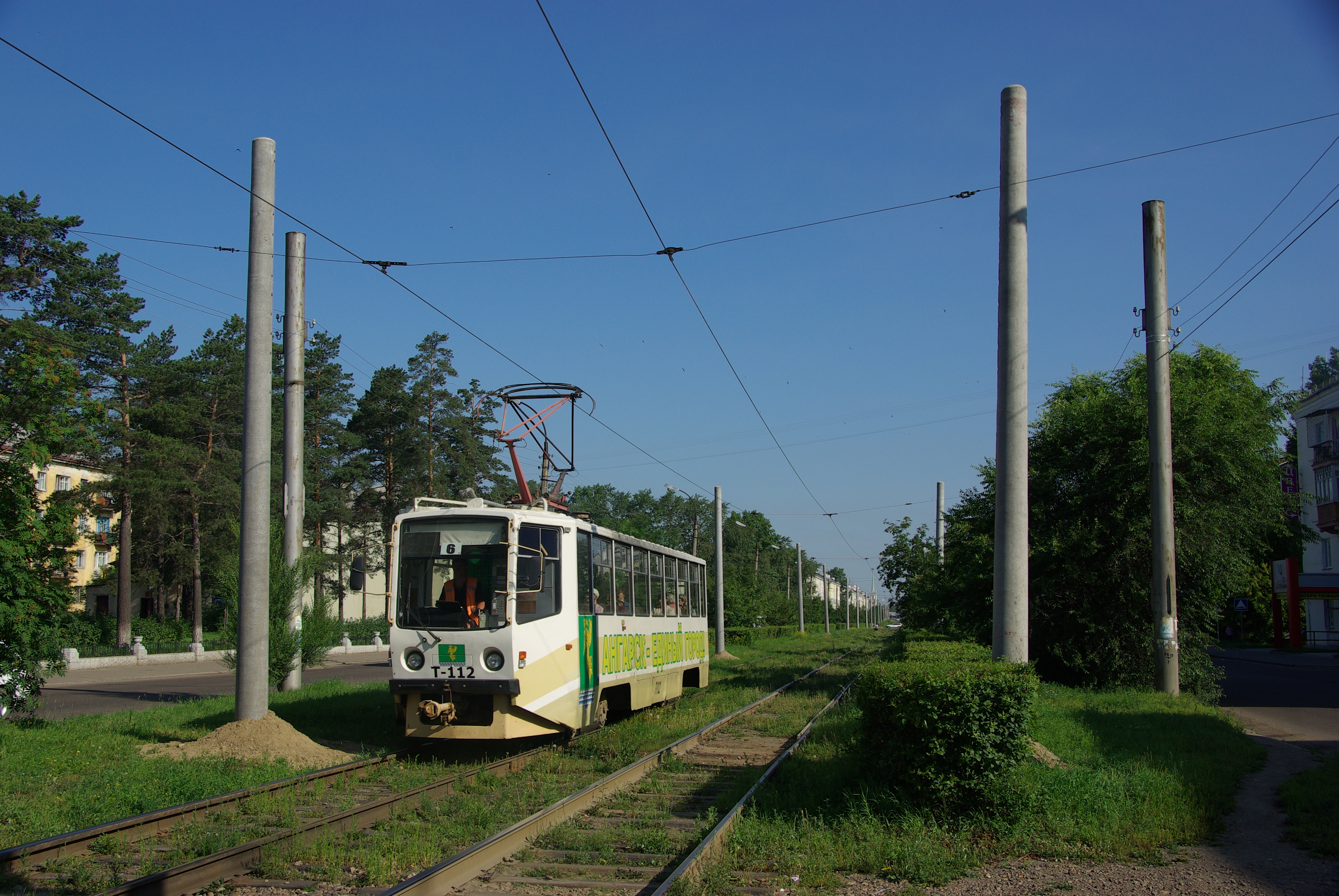
71-608KM（2009年撮影）
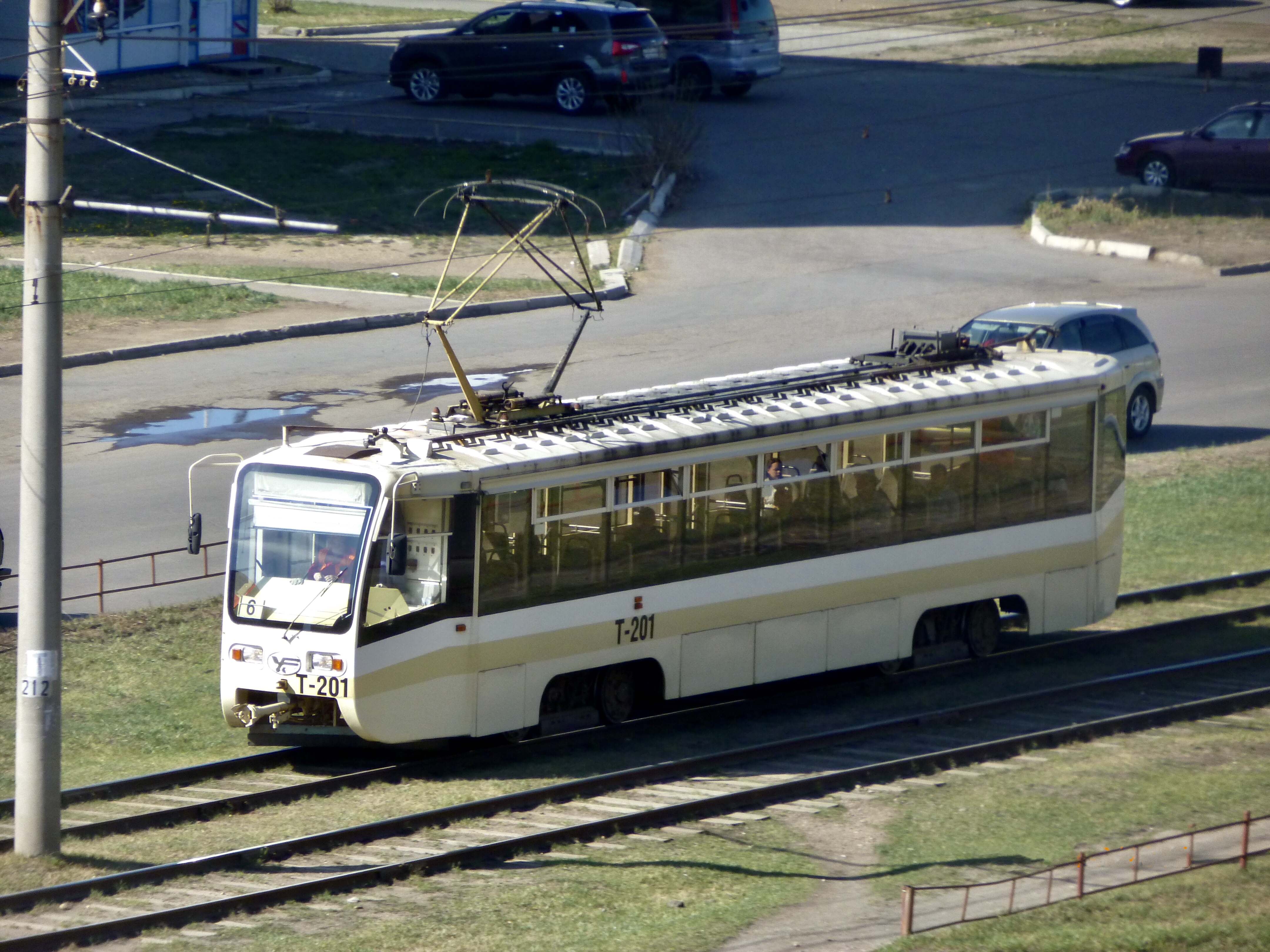
71-619K（2015年撮影）